# Gonomyia (Gonomyia) theowaldi
Gonomyia (Gonomyia) theowaldi is een tweevleugelige uit de familie steltmuggen (Limoniidae). De soort komt voor in het Palearctisch gebied.